# Diaphania fuligalis
Diaphania fuligalis is een vlinder uit de familie van de grasmotten (Crambidae), uit de onderfamilie van de Spilomelinae. De wetenschappelijke naam van deze soort is voor het eerst voorgesteld als Glyphodes fuligalis door William Schaus in een publicatie uit 1912.
De soort komt voor in Costa Rica en Venezuela.